# Cliff Addison
Cyril Clifford "Cliff" Addison, FRS (28 de noviembre de 1913 - 1 de abril de 1994) fue un químico inorgánico inglés.

## Carrera
Addison fue miembro del Departamento de Inspección de Productos Químicos, Departamento de Abastecimiento de 1939 a 1945. Fue profesor lector y profesor de Química Inorgánica, en la Universidad de Nottingham 1946-1978, y profesor Emérito Leverhulme de 1978 a 1994. Entre sus estudiantes doctorales estuvo Brian Johnson

## Honores

### Membresías
- electo miembro de la Royal Society el 19 de marzo de 1970[1] y presidente de la Royal Society of Chemistry de 1976 a 1977[4]

## Privada
Addison se casó con Marjorie Thompson en 1939; y, tuvieron un hijo, y una hija.

## Obra

### Algunas publicaciones
- Inorganic chemistry of the main-group elements. Ed. Cyril Clifford Addison, Chemical Society, 1978, ISBN 978-0-85186-792-2

- HDA Corrosion Chemistry, Cyril Clifford Addison, Norman Logan, Defense Technical Information Center, 1977